# Nino Castelli
Giovanni Giulio Valentino Castelli (conocido como Nino Castelli; Lecco, 7 de febrero de 1897-Lecco, 24 de mayo de 1925) fue un deportista italiano que compitió en remo. Ganó una medalla de plata en el Campeonato Europeo de Remo de 1921, en la prueba de scull individual.

## Palmarés internacional
| Campeonato Europeo | Campeonato Europeo       | Campeonato Europeo | Campeonato Europeo |
| Año                | Lugar                    | Medalla            | Prueba             |
| ------------------ | ------------------------ | ------------------ | ------------------ |
| 1921               | Ámsterdam (Países Bajos) | Medalla de plata   | Scull individual   |